# Neticle

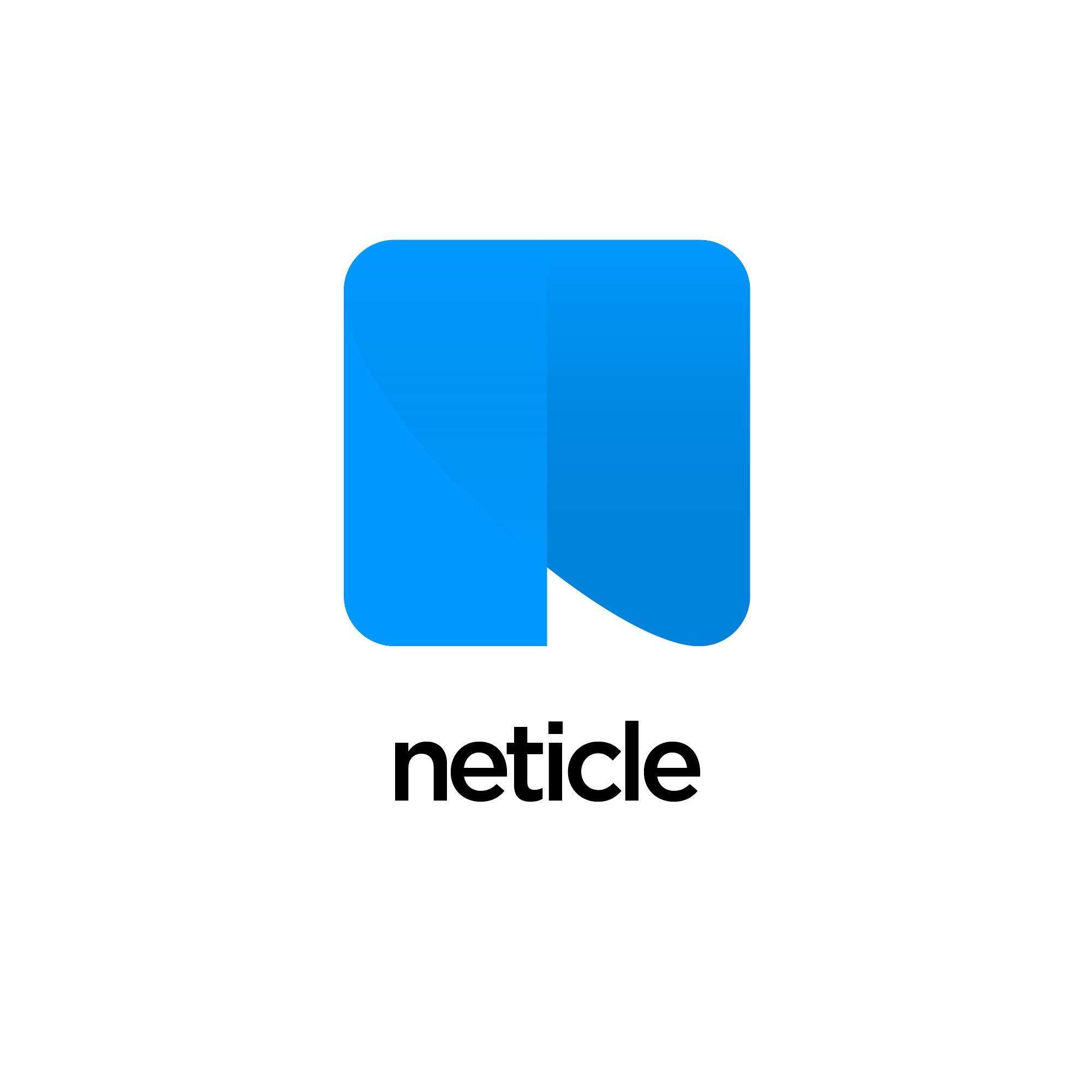

A Neticle 2012-ben létrehozott magyar B2B SaaS startup, mely vállalati szövegelemző megoldásokat kínál az IT, kutatás és marketing részlegek számára. Termékei az intelligens médiafigyelésre és elemzésre épülő Media Intelligence, a vásárlói és egyéb szöveges visszajelzések gyors és automatikus elemzését lehetővé tevő Zurvey.io, valamint az ezek motorját képező és integrálható Text Analysis API és Data API.
2021 februárja óta a cég a Neticle Labs Kft. és a Neticle Technologies Kft. összeolvadásával létrejött Neticle Zrt-ként működik. Eközben a startup címkét szintén maguk mögött hagyva scaleup fázisba léptek.

## Név
A cég neve az angol net és article szavak összevonásából ered, ezzel utalva arra, hogy Big Data alapú, és szövegközpontú tartalomelemzést nyújt.

## Története
2012 májusában jegyezték be a céget, de az első termék, a Neticle Media Intelligence kódját már hónapokkal előtte elkezdte írni három alapítójuk, Szekeres Péter, Horváth Róbert és Csikós Zoltán egy TDK-pályázat alapján. Az alapítók a Budapesti Corvinus Egyetem hallgatóiként ismerkedtek meg. Az alma mater a cég első éveiben kiemelkedően fontos bázist képezett mind tudás, mind munkaerő szempontjából.
2015-ben az online media monitoring területén a Neticle piacvezetővé vált Magyarországon. A magyar piac mellett a cég 2016 óta külföldön is jelen van. Először a bolgár, majd a román piacra léptek be, 2022-re pedig közel teljes az európai lefedettségük. Európán kívül az Amerikai Egyesült Államokban és Indonéziában is elérhetőek.
2023-ban már több mint 30 fő tartozik a Neticle csapatához, az elérhető nyelvek és országok körét pedig folyamatosan tovább bővítik.

## Véleményárfolyam
A Neticle bevezetett egy új mérőszámot, mely egy kulcsszó (például márka, téma vagy személy) internetes megítélését tudja megmutatni, a tőzsdei árfolyamhoz hasonló módon. Az ún. online véleményárfolyam (Web Opinion Index) egy folyamatosan, valós időben változó mutató, mely az internetes tartalmak polaritása szerint változhat pozitív illetve negatív irányba. A polaritás azt mutatja meg, hogy a vizsgált kulcsszó pozitív, semleges vagy negatív szövegkörnyezetben került-e említésre.

## Termékek

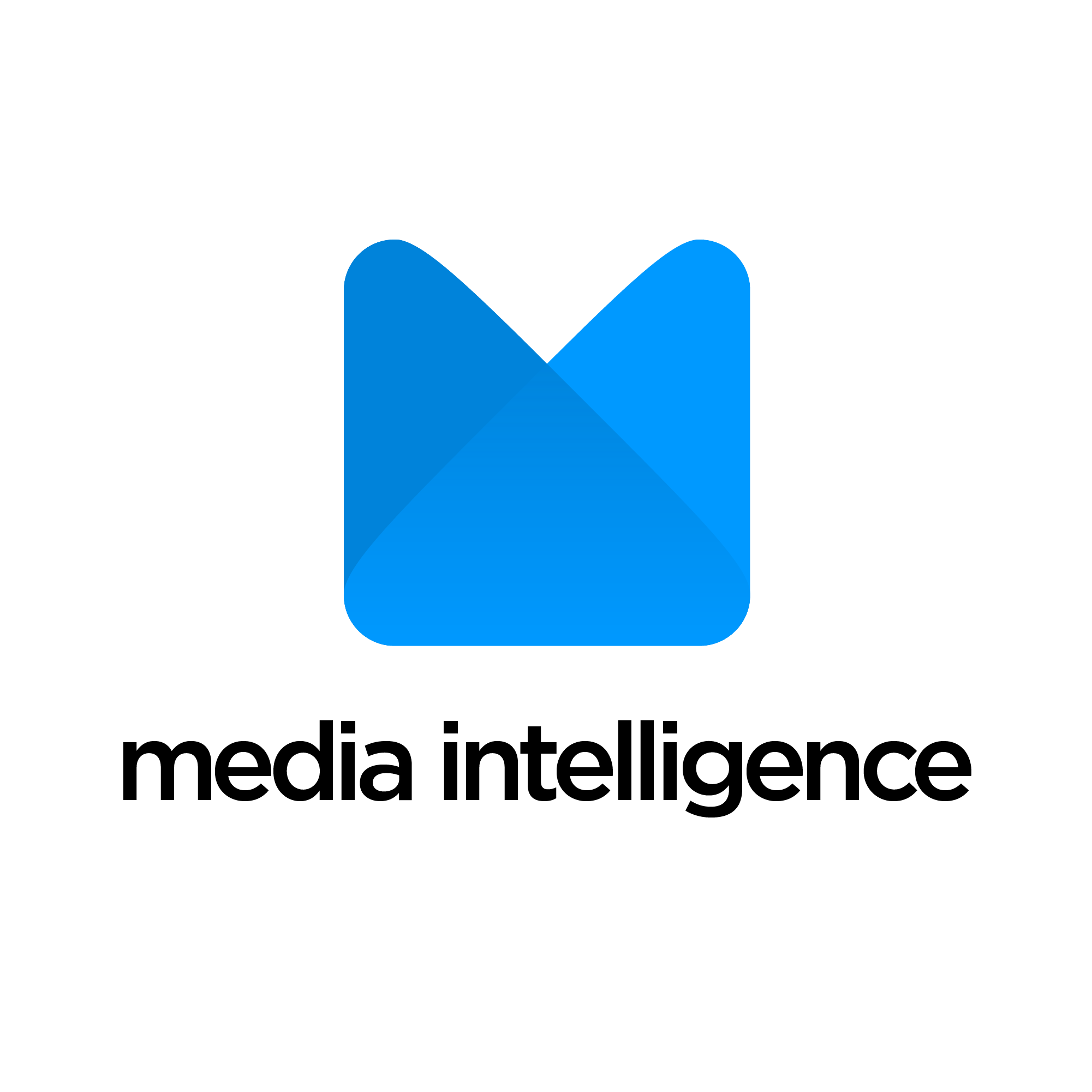

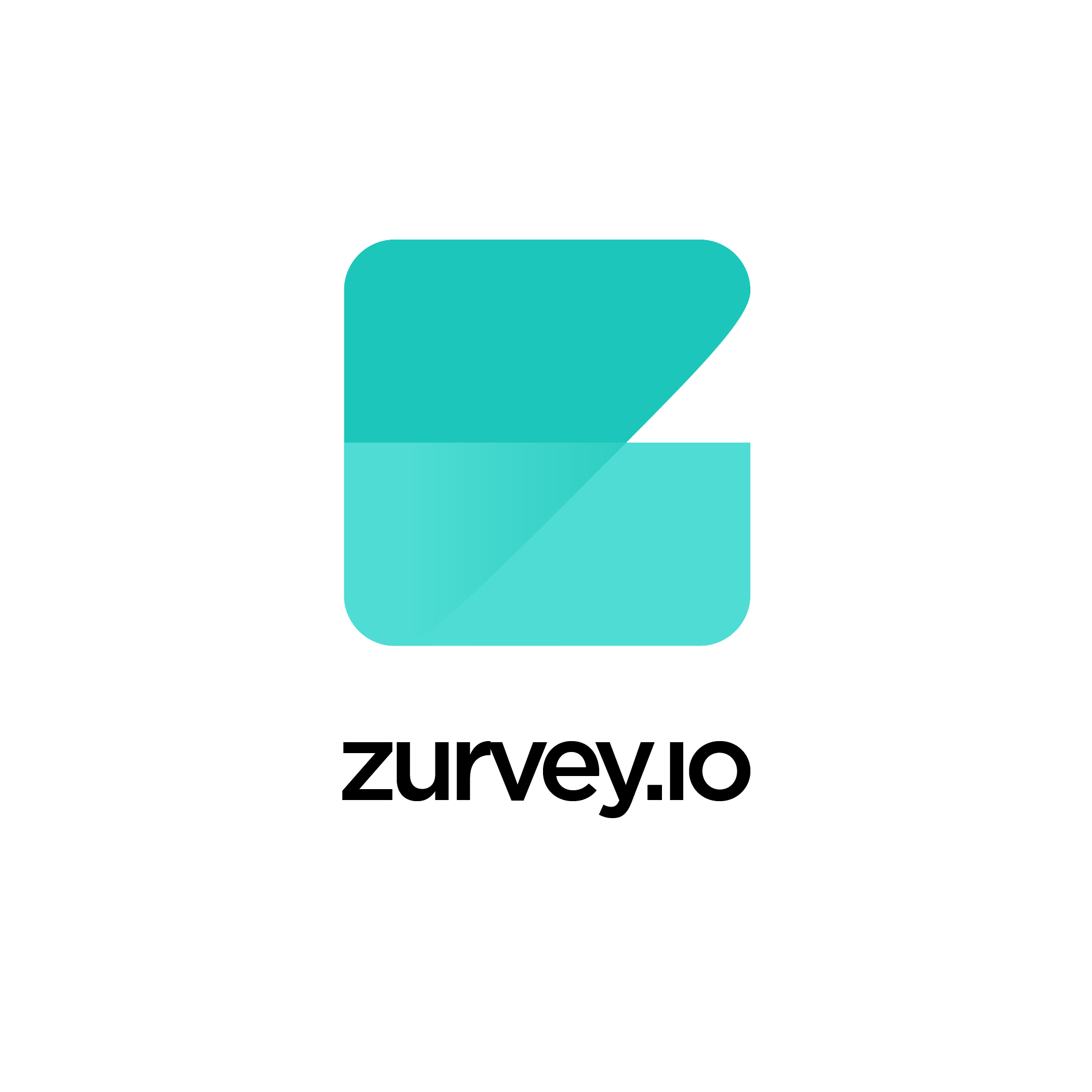

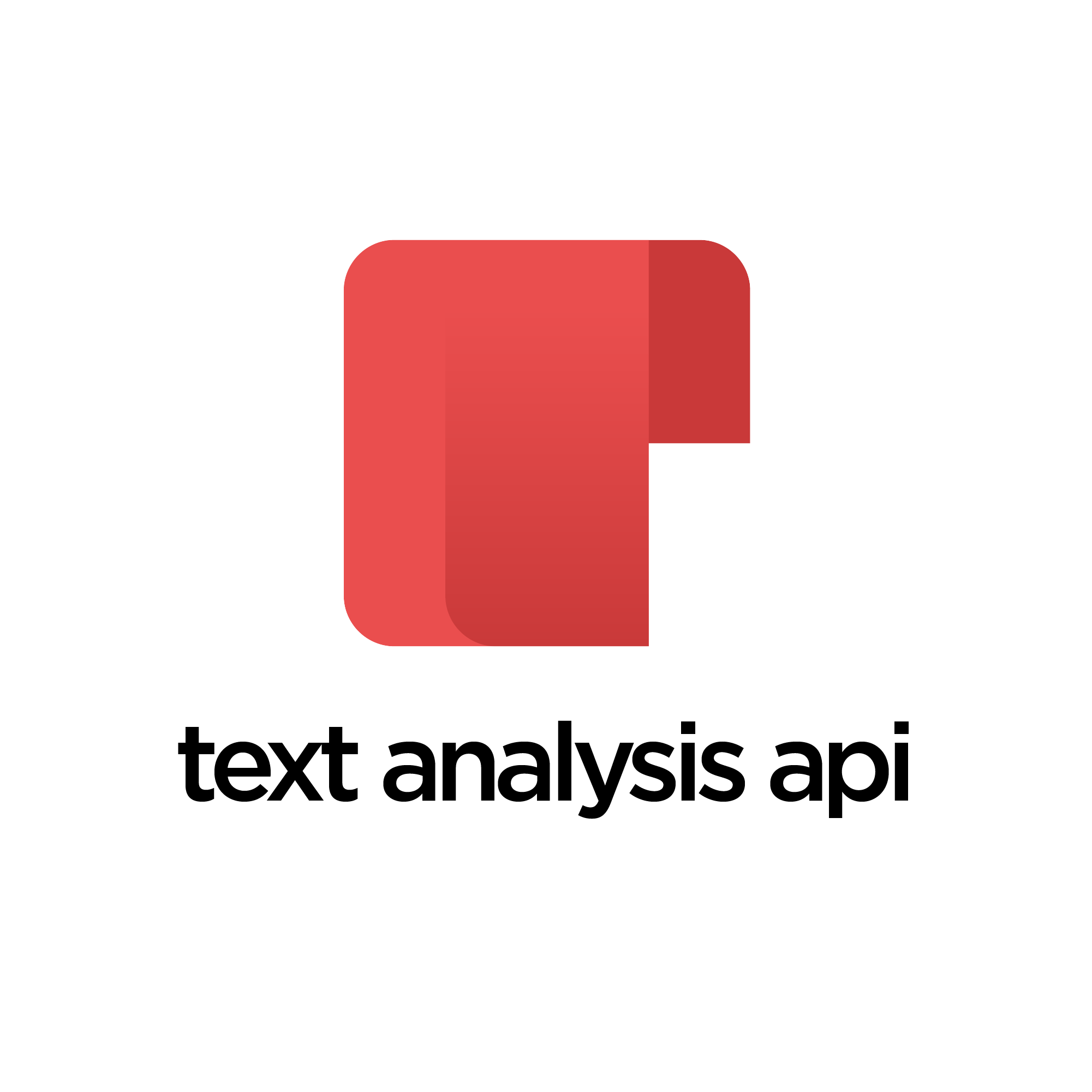

Neticle Media Intelligence - Online médiafigyelő és -elemző rendszer, amely valós időben pásztázza a webet (hírportálokat, blogokat, fórumokat és közösségi média felületeket), majd az onnan összegyűjtött adatokat strukturálja, és automatikusan véleményelemzi. Az így keletkezett adatokból megállapítható, hogy miképp alakul egy márka, téma vagy személy megítélése a weben, kik, és hol beszélnek a termékekről, vagy éppen a konkurenciáról. Több mint száz, testre szabható grafikon változatos vizualizációval segíti az adatok mélyebb megértését, jobb átlátását.
Zurvey.io - Saját szövegek elemzésére készült szoftver, mely használható nyílt kérdések válaszainak, SMS, e-mail vagy egyéb szöveges ügyfélvisszajelzések pár perc alatti feldolgozásához. Saját kérdőívszerkesztő modullal rendelkezik. Nagyon rugalmasan alakítható a vezérlőpult, valamint számos forrásból képes adatokat átvenni: a kérdőíves modul mellett meglévő fájlok, emailes rendszerek, data lake-ek és a Neticle Media Intelligence adatai is betáplálhatóak.
Neticle Text Analysis API - Közel emberi pontosságú szövegelemző megoldás, mely integrálható más vállalati rendszerekbe is. E-mail routing, chatbot támogató és CRM, valamint ERP integrációs megoldásokra is használható. Ért főbb és kevésbé elterjedt nyelveken is, 2022-ben már több mint 30 nyelven. Az adatok vizualizálásához részletes grafikonokat használ. Felhőből és lokálisan is kiépíthető.

## Díjak
- Az év sales és marketing startupja 2014[7]
- CESA - Best AI/Machine Learning startup in Hungary[8]
- A hónap startup vállalkozása - A Nemzetgazdasági Minisztérium díja - 2015. szeptember[9]